# Sophie Turner (model)

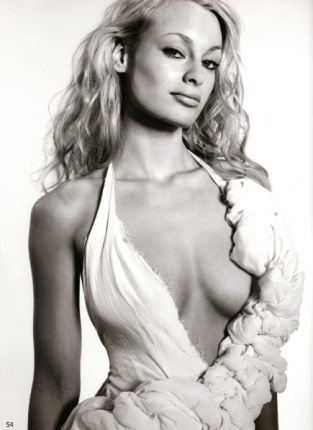

Sophie Turner (n. 30 aprilie 1984) este un fotomodel și vedetă de televiziune australiană. Ea a devenit cunoscută inițial ca participantă la serialul de televiziune australian Search for a Supermodel.
În 1997 a câștigat titlul de «Miss Litoral». În 2002 a activat la agenția de modele «Ford Models». A pozat pentru revistele «Sports Illustrated» și «Maxim». În prezent Sophie Turner trăiește și activează la Hollywood.

## Filmografie
- Manhattanites (2008)
- Lights Out (2010)
- A Losers Guide (2010)
- The Mandarin Orange Boy (2010)
- One Hopes Evening (2011)
- Boy Toy (2011)
- The Martini Shot (2012)
- Butt-Ugly (2012)
- The Devil's Dozen (2013)
- Mr. Box Office (2013)
- Moments of Clarity (2014)